# بيتي غو بيلمونت
بيتي غو بيلمونت هي صحفية فلبينية، ولدت في 31 ديسمبر 1933 في Santa Mesa ‏ في الفلبين، وتوفيت في 28 يناير 1994 في مدينة كيزون في الفلبين.